# Грделичка клисура
Грделичка клисура је прво сужење у композитној долини Јужне Мораве у југоисточној Србији. Име носи по вароши Грделица на улазу у клисуру. Дуга је 34 km, а дубока 550 метара, усечена у гнајсу. Спаја Врањску и Лесковачку котлину. У клисури су смештене варошице Владичин Хан, Предејане и Грделица.
Слив Јужне Мораве је подручје Србије са најизраженијом ерозијом. Узроци су планински рељеф, стрме стране Грделичке клисуре као и неконтролисана сеча шума на Чемернику и Кукавици. 

## Напад на воз у Грделичкој клисури
Дванаестог априла 1999. током бомбардовања Југославије од стране НАТО-а, погођен је воз који је прелазио преко железничког моста на улазу у Грделичку клисуру. Том приликом је убијено најмање 13 људи.